# Перо Морача
Перо Морача (Стекеровци, код Гламоча, 24. новембар 1920 — Београд, 7. јул 1993) био је учесник Народноослободилачке борбе и историчар.

## Биографија
Као дијете преселио се 1926. у Жедник код Суботице, гдје му је отац, добровољац у српској војсци у Првом свјетском рату, добио земљу. У Суботици 1936. завршава гимназију када постаје и члан СКОЈ-а. Члан КПЈ постаје 1941. године. Године 1939. започиње студије на Пољопривредно-шумарском факултету у Загребу, које прекида избијањем Другог светског рата, када се прикључује Народноослободилачком покрету Југославије, у коме обавља одговорне дужности политичког комесара чете, 3. батаљона, одреда и Седме крајишке бригаде. Његов брат Милутин Морача био је један од вођа устанка у Босанској Крајини. Од завршетка рата 1945. године, налазио се на разним дужностима у ЈНА. Имао је чин пуковника. Завршио је Вишу војну академију, на којој је касније био шеф Катедре за историју КПЈ. Био је и управник Војног музеја, шеф архива Војноисторијског института у Београду итд. Од 1958. године био је секретар Комисије ЦК СКЈ за историју Партије, у којој заједно са Родољубом Чолаковићем, председником Комисије, организује почетак рада на изучавању историје КПЈ—СКЈ. Од 1960. до 1961. године био је директор Института за историју радничког покрета народа Југославије, а од 1961. до 1968. управник Одељења за историју југословенског радничког покрета у Институту за изучавање радничког покрета (ИРП) у Београду. Године 1969. постаје директор Института за савремену историју, који је постао уједињењем историјског одељења ИРП и Одељења за историју Института друштвених наука у Београду, којим је до тада руководио проф. Драгослав Јанковић. Пензионисан је 1975. Неколико година је био предавач на постдипломским студијама на Катедри за историју Филозофског факултета Београдског универзитета. Написао је више од 200 научних и стручних радова, углавном из историје партизанског покрета и историје КПЈ/СКЈ.